# شاحنة السحب

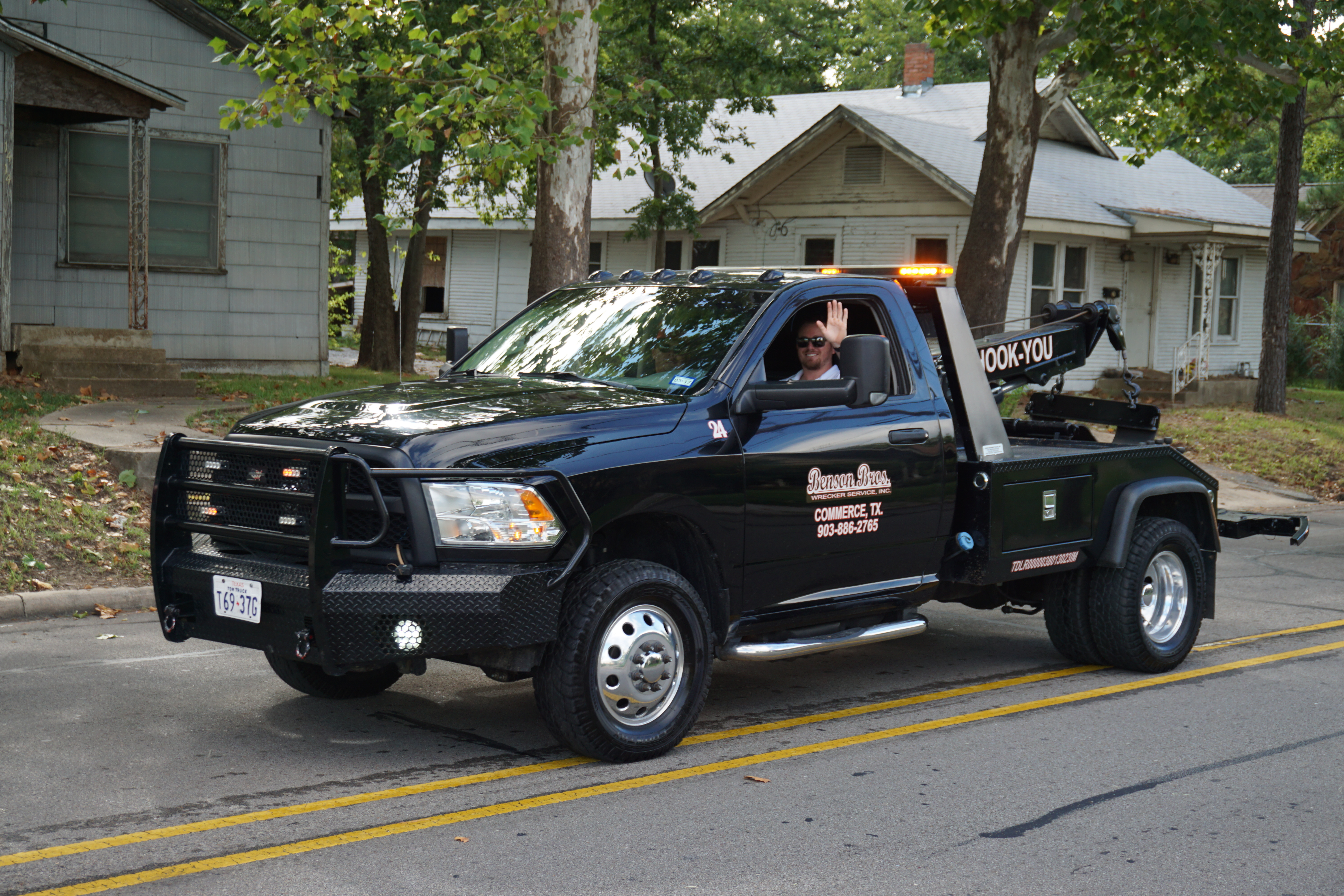
شاحنة سحب رام حديثة

شاحنة السحب تُسمى أيضًا شاحنة القطر، وهي شاحنة تُستخدم لنقل المركبات المعطلة أو المركبات التي تُركن بشكل غير صحيح أو المركبات المحجوزة أو المركبات التي توضع بشكل غير لائق. قد يتضمن ذلك استعادة مركبة متضررة في حادث، أو إعادة مركبة إلى سطح قابل للسير في حالة حدوث حادث أو سوء الأحوال الجوية، أو سحب أو نقل مركبة باستخدام منصة مسطحة إلى ورشة إصلاح أو موقع آخر.
تختلف شاحنة السحب عن مقطورة نقل السيارات [الإنجليزية]، التي تُستخدم لنقل عدة سيارات جديدة أو مستعملة في وقت واحد في عمليات النقل الروتينية.

## التاريخ

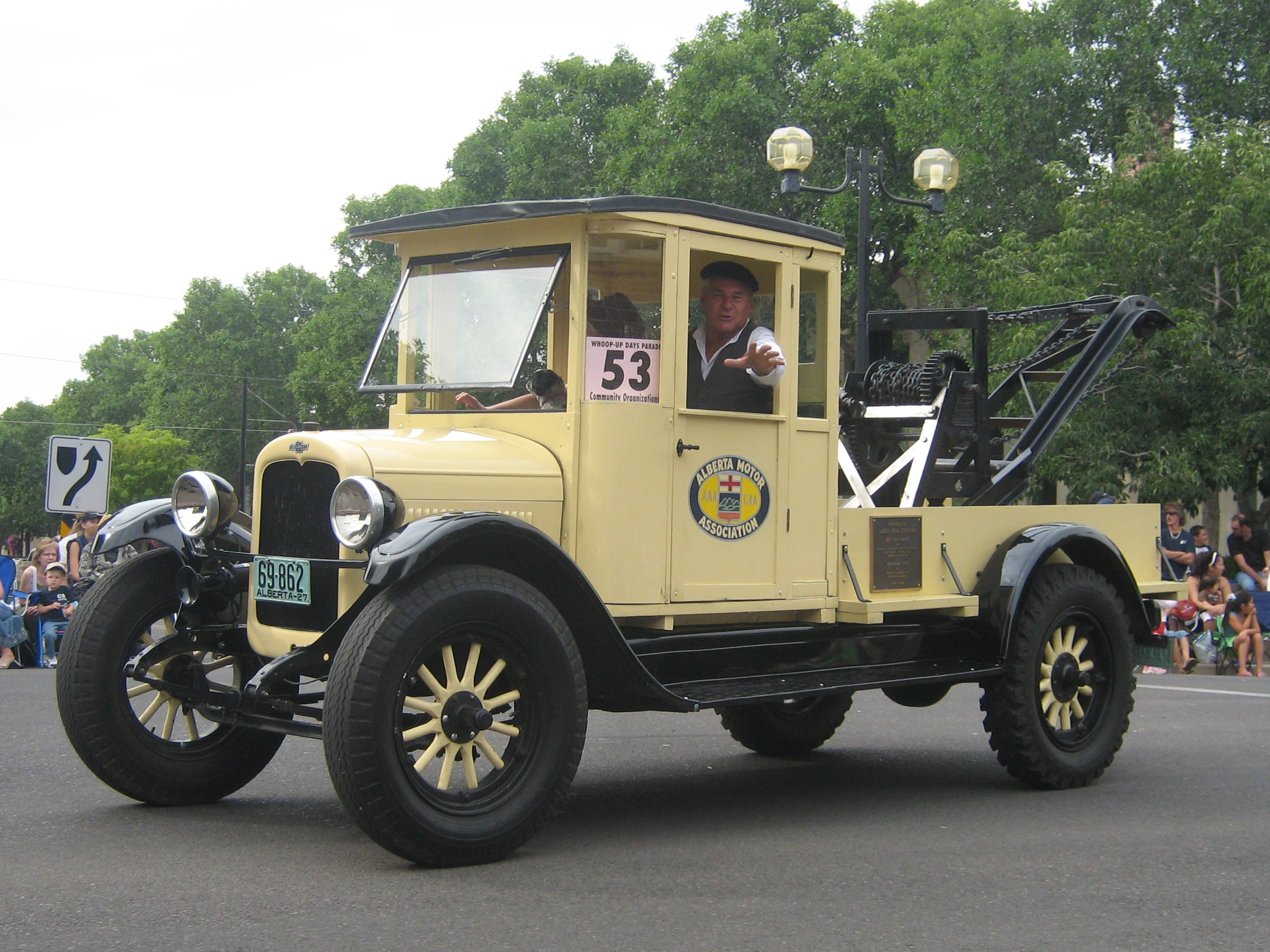
شاحنة سحب شيفروليه 1920

فرديناند بورشه من شركة أوسترو دايملر طور جرار مدفعية للجيش النمساوي-المجرى عام 1908، وهو M08. بُنيت إحدى هذه الجرارات كمركبة إنقاذ للآليات الأخرى، مزودة برافعة كبيرة في الخلف.
اُخترعت شاحنة السحب (المزودة بذراع رفع) عام 1916 بواسطة السير إرنست هولمز. من تشاتانوغا، وهو عامل في مرأب استلهم الفكرة بعدما احتاج إلى كتل، وحبال، وستة رجال لسحب سيارة من مجرى مائي. بعد تحسين تصميمه، بدأ تصنيعها تجارياً. يعرض متحف قاعة الشهرة والمتحف الدولي للإجلاء والإنقاذ في مسقط رأسه سيارات إجلاء عتيقة رُممت، وأدوات، ومعدات، وتاريخ مصور لسحب السيارات، وهو نوع من العمل بدأه هولمز.

## أنواع معدات السحب
هناك خمسة أنواع عامة من شاحنات السحب في الاستخدام الشائع، وعادة ما تُحدد بناءً على نوع أو حجم السيارة المراد سحبها:
- الرافعة: تستخدم رافعة قابلة للتعديل مع ونش لاستعادة المركبات من الخنادق أو فوق ساتر ترابي وأي مكان لا يمكن الوصول إليه بأمان عن طريق الرجوع للخلف. بعض الرافعات ثابتة، وبعضها يستخدم أذرع دوارة ثقيلة، والبعض الآخر مجهز بأسطوانات تلسكوبية تعمل بالطاقة الهيدروليكية. يمكن للأنواع الأثقل من الرافعات أن تدور، وتحول شاحنة السحب بشكل فعال إلى نوع من الرافعة المتحركة، تسمى "الدوار"، وعادة ما تُحجز لحوادث المركبات الثقيلة. في الماضي، كانت شاحنات الرافعة تستخدم نظام "الخطاف والسلسلة" حيث تُلف السلاسل حول إطار السيارة أو المحور، ثم تُرفع بواسطة ونش الرافعة. تُوصل شاحنة السحب بالمركبة باستخدام قضيب سحب مع سجاد مطاطي ثقيل، بحيث يمكن سحبها على محورها الآخر. "الحبال" و"أجهزة رفع الأحزمة" هي تطوير آخر، حيث تحل الأشرطة المطاطية محل جزء من السلاسل. لا تُستخدم الحبال كثيرًا اليوم لأنها يمكن أن تخدش مصدات السيارات. ومع ذلك، تُستخدم أحيانًا لسحب المركبات التي تعرضت لحادث أو فقدت عجلة أو اثنتين من العجلات الأمامية أو الخلفية، أو لسحب شاحنات البيك آب والمركبات الأخرى التي تحتوي على مصدات فولاذية. لا يمكن سحب السيارات المجهزة بنظام الدفع الرباعي باستخدام حزام، حيث يمكن أن يسبب مشاكل في نظام الدفع بالسيارة.[4][5][6]
- رافع العجلات: طُورت من تقنية الخطاف والسلسلة لإنتاج نير معدني كبير يمكن تركيبه تحت العجلات الأمامية أو الخلفية لتدعمها، مما يسحب الطرف الأمامي أو الخلفي للمركبة بعيدًا عن الأرض بواسطة رافعة هوائية أو هيدروليكية بحيث يمكن سحبها. عادةً ما يلتقط هذا الجهاز عجلات القيادة للمركبة (أي العجلات الأمامية إذا كانت ذات دفع أمامي، والعجلات الخلفية إذا كانت ذات دفع خلفي)، ولا يلمس سوى الإطارات. صُمم رافع العجلات بواسطة آرثر دبليو نيلسون من شركة ويلد بيلت بودي، في عام 1967. الاسم الشائع في المملكة المتحدة هو "سبيكتاكل ليفت"؛ يشبه الحامل زوجًا من النظارات المربعة. تستخدم الشاحنات المتوسطة والثقيلة نوعًا مختلفًا، وهو "الرفع السفلي" أو "رفع الهيكل"، والذي يرفع المحور أو الهيكل بدلاً من العجلات. يمكن أن تحتوي شاحنات رافع العجلات على محولات يمكنها أيضًا رفع الهيكل.[7]
- المتكامل (يُطلق عليه أيضًا "محمل ذاتي" أو "شاحنة الاسترداد"): رافعة وعجلة رفع مدمجين في وحدة واحدة. يستخدم في شاحنات الخدمة الخفيفة لاسترداد المركبات أو نقل المركبات المتوقفة بشكل غير قانوني. معظمها يحتوي على عناصر تحكم للجهاز داخل مقصورة شاحنة السحب لجعل الالتقاط السريع ممكنًا دون إزعاج الخروج من الشاحنة لتوصيل السيارة. على الرغم من تشابهها مع شاحنة رافع العجلات، فإن الشاحنة المتكاملة تختلف في أن نهاية رافعتها تتميز بأذرع متحركة يمكنها أن تثبت على عجلات السيارة بسهولة وبسرعة، وغالبًا ما يكون التحكم فيها من مقصورة الشاحنة. في شاحنة رافع العجلات، يجب على المشغل تثبيت عجلات السيارة يدويًا على النير قبل رفعها. هناك أيضًا شاحنات ثقيلة مصنعة برافعات متكاملة.[8][9]
- المسطحة: الجزء الخلفي بأكمله من الشاحنة مجهز بمنصة يمكن إمالتها هيدروليكيًا وانزلاقها للخلف إلى مستوى الأرض، مما يسمح بوضع السيارة عليها تحت قوتها الخاصة أو سحبها بواسطة ونش. نظرًا لأنها تحمل السيارة بدلاً من سحبها، يمكن استخدامها على سيارة ثابتة تمامًا؛ في الولايات المتحدة، تُستخدم لحمل السيارات التالفة بشدة من الحوادث.[10]
- المنصة الرافعة: تستخدم رافعة إطار رفع العجلات لرفع السيارة عموديًا وتنزيلها على المنصة. يمكن لهذا النوع من الشاحنات إزالة المركبات المتوقفة بشكل موازي. تُستخدم عادة في أوروبا.

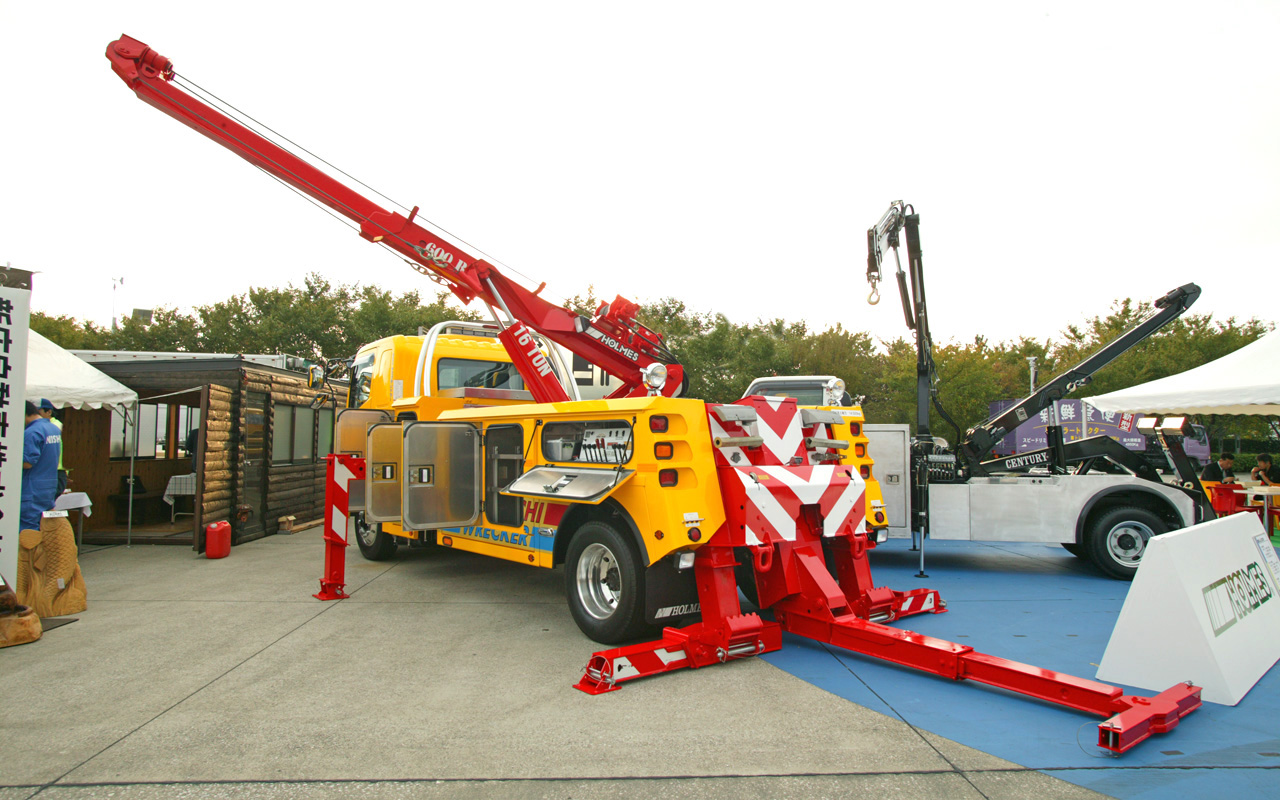
الرافعة مع رافعة سفلية
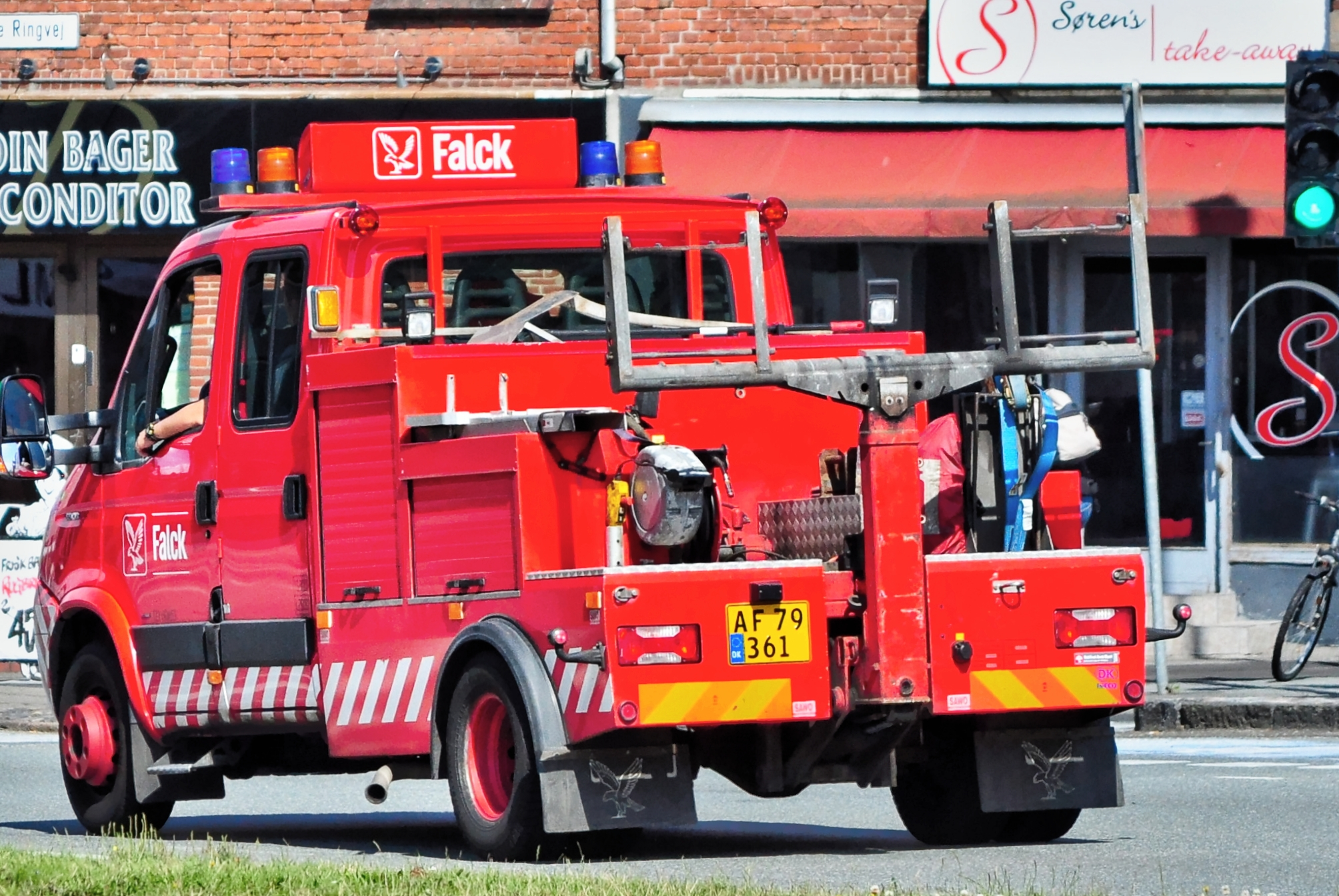
شاحنة سحب ذات رافع عجلات
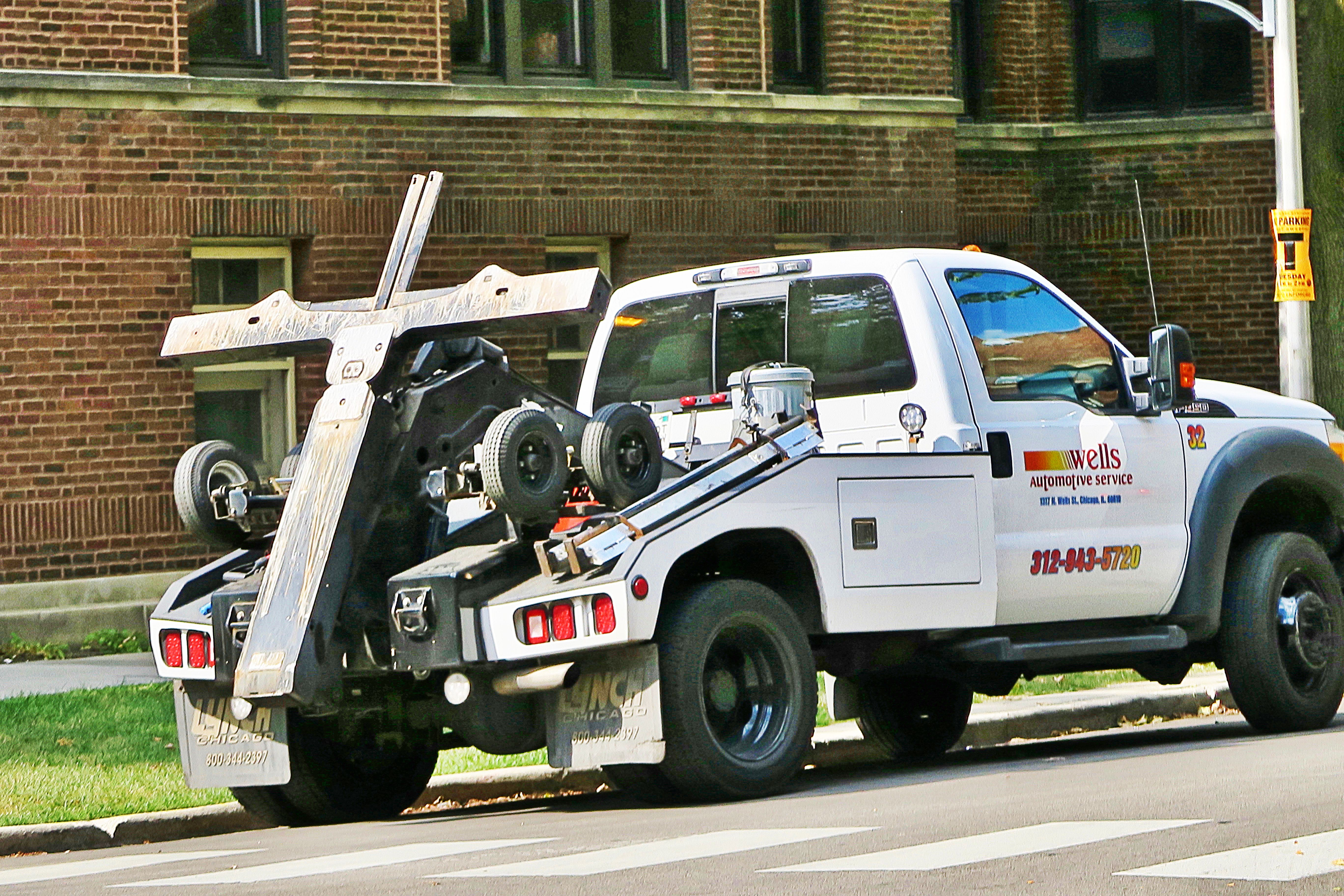
شاحنة سحب متكاملة
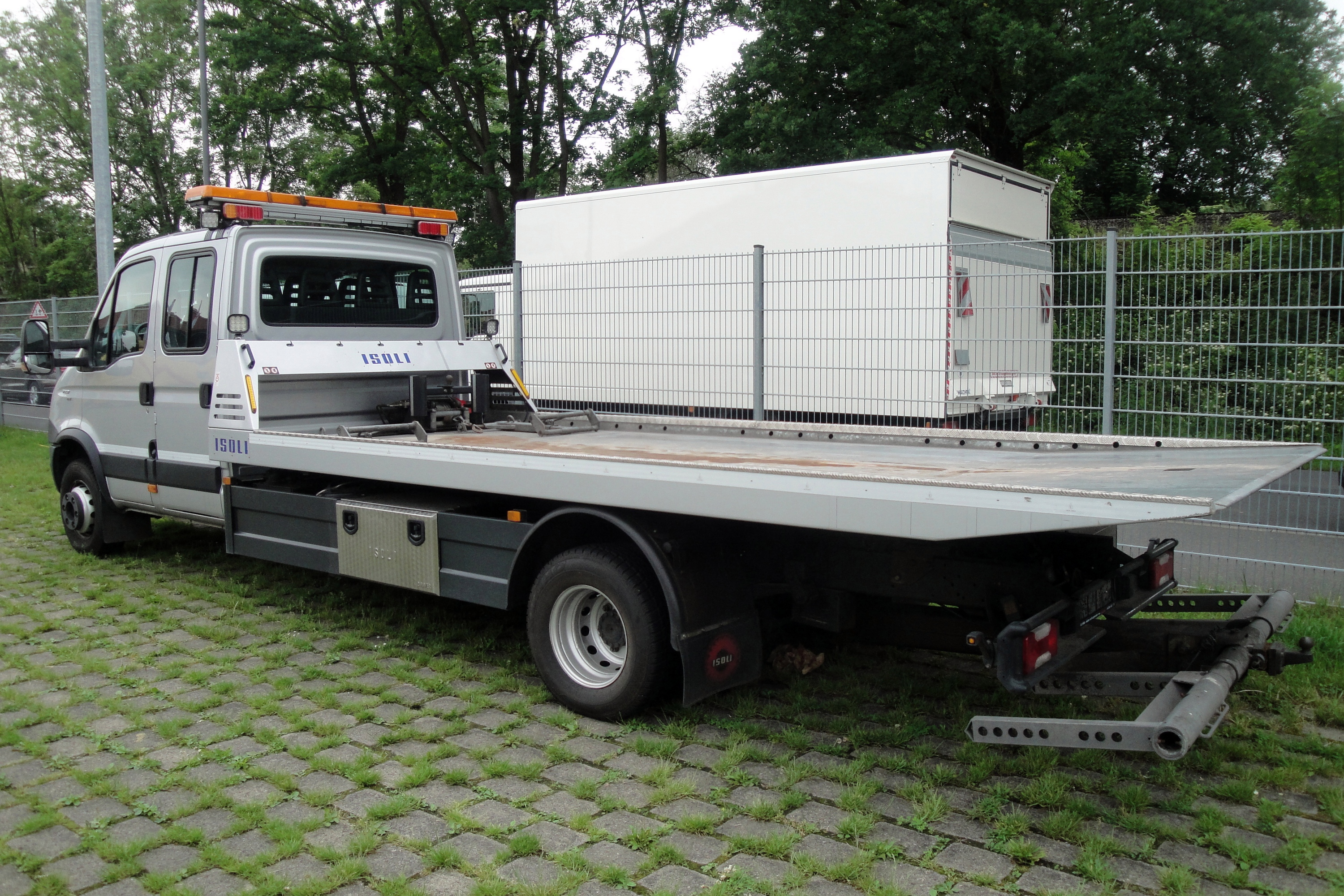
شاحنة السحب المسطحة
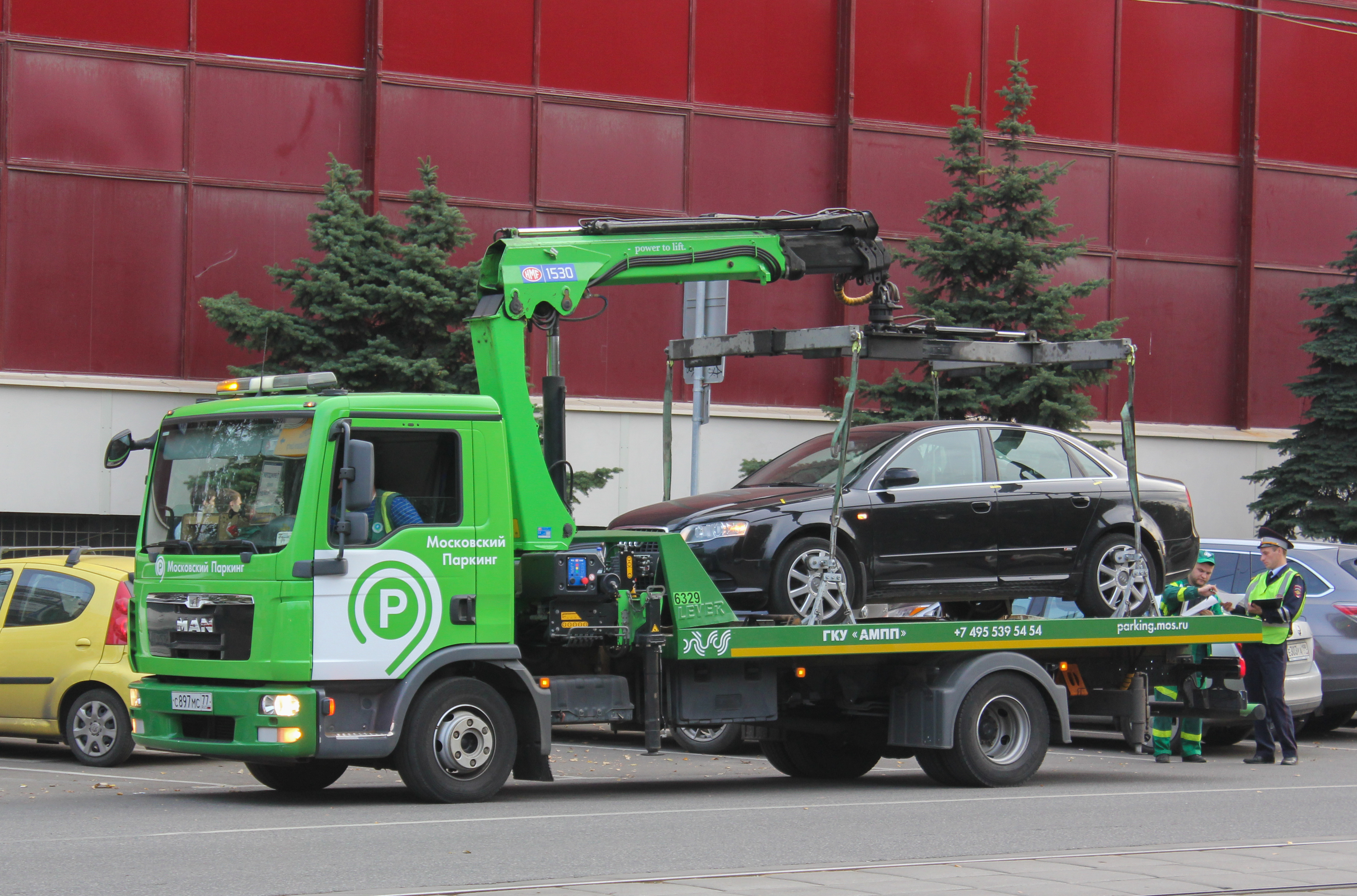
شاحنة سحب ذات منصة رافعة

هذه هي الأنواع الأكثر شيوعًا، ولكن هناك أيضًا أنواع أخرى، مثل الوحدات المسطحة التي توفر رفع العجلات، وشاحنات الرافعة التي يمكنها الاسترداد ولكن ليس السحب، ووحدات رفع العجلات التي توفر رافعة مركبة مع حزام.
هناك أيضًا العديد من الأحجام وفئات الوزن من شاحنة السحب. عادةً ما تكون أحدث الموديلات مبنية على شاحنة خفيفة وهيكل فان، مما يوفر الوزن الإجمالي للرافعة والسحب من حوالي 5 إلى 10 أطنان (4.5-9.1 طن متري)، مما يجعلها مثالية لسحب السيارات. تتمتع شاحنات السحب متوسطة الحجم بسعة رافعة من 15 إلى 20 طنًا (14-18 طنًا متريًا). شاحنات السحب الثقيلة، المستندة إلى الهيكل المستخدم من قبل شاحنات نصف مقطورة، مع محاور متعددة والقدرة على سحب مجموعات شاحنات نصف مقطورة محملة بالكامل، لديها سعة رافعة من 25 إلى 50 طنًا (23-45 طنًا متريًا). الدوارات هي أثقل نوع من شاحنة السحب، تتراوح من 40 إلى 75 طنًا (36-68 طنًا متريًا) (على الرغم من وجود موديلات أخف وزنًا) وغالبًا ما تأتي مع العديد من الميزات الأخرى وفقًا لمواصفات العميل.
معظم المركبات ذات النوع المسطح تستند إلى شاحنات متوسطة الحجم وثقيلة الحجم لتوفير قوة الهيكل اللازمة لحمل المركبات بأكملها.

## اعمال شاحنات السحب

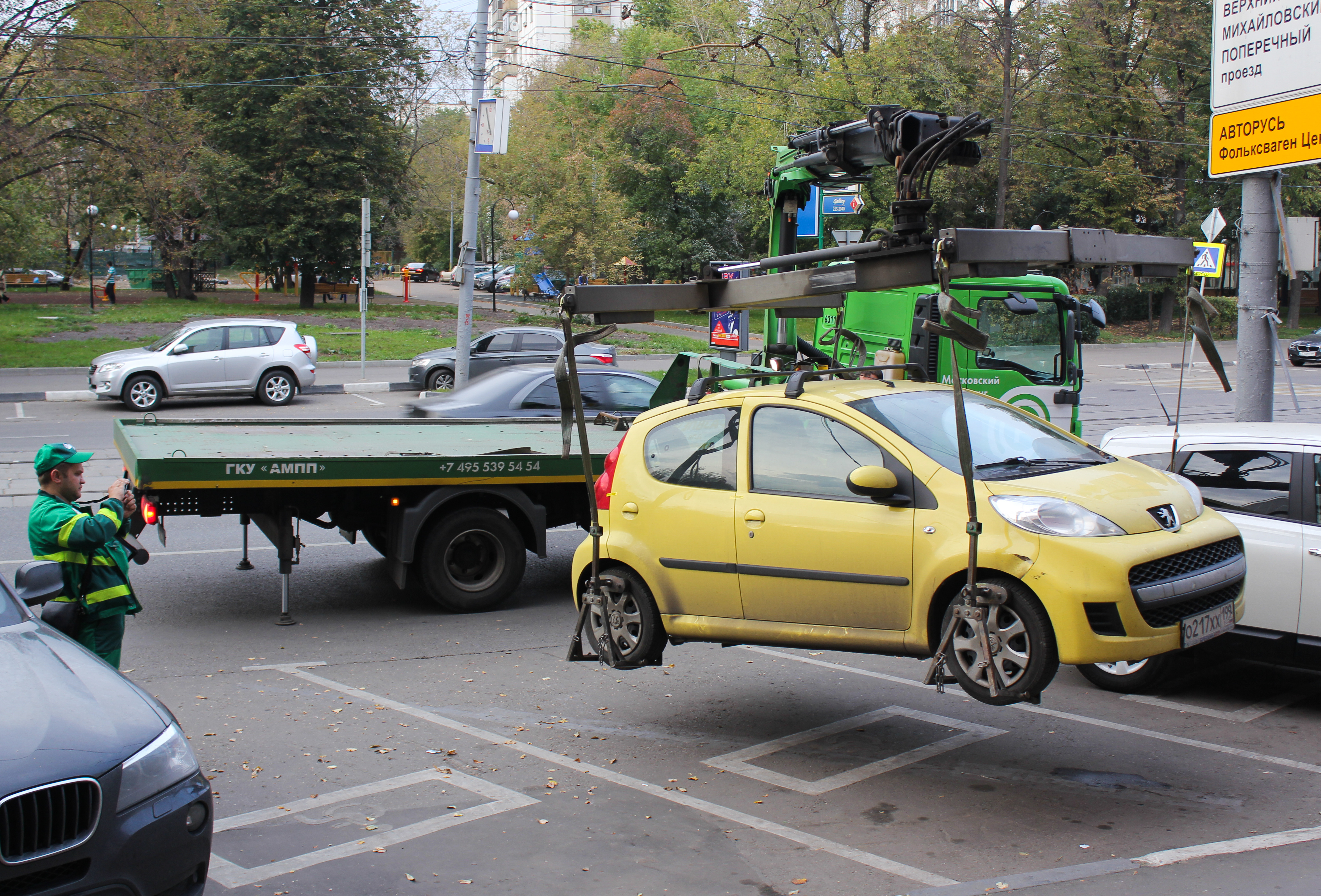
سيارة متوقفة بشكل غير صحيح يتم انتشالها بواسطة شاحنة سحب في موسكو.

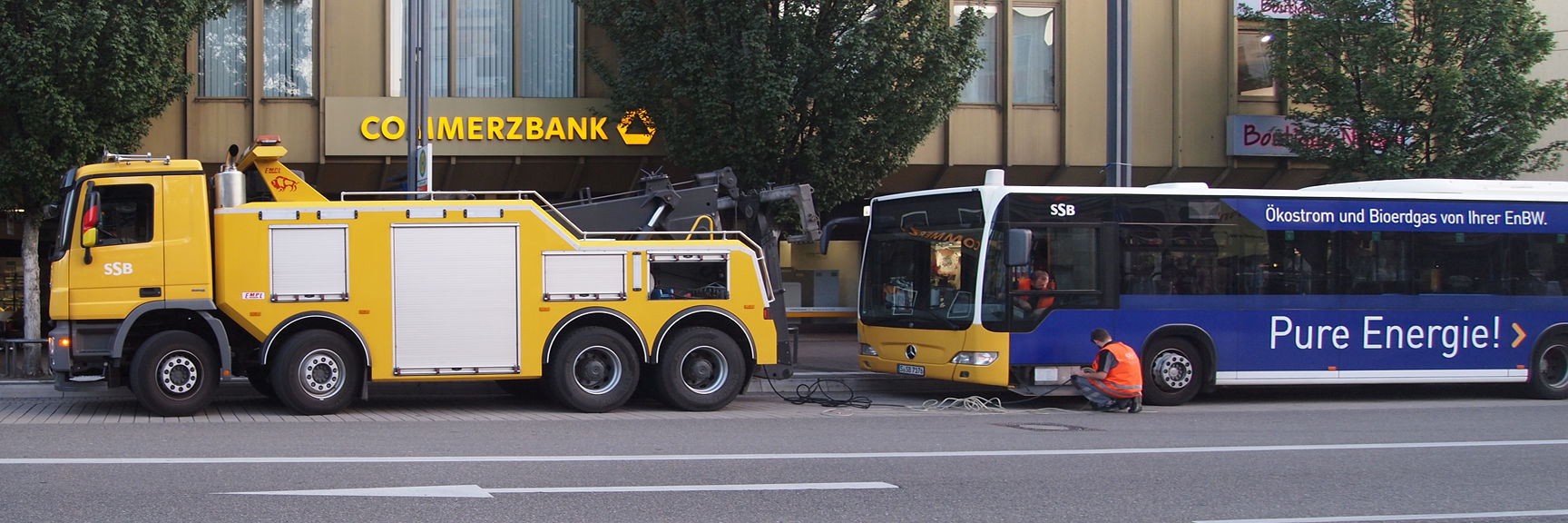
شاحنة سحب ثقيلة تستعيد حافلة

تُعتبر شاحنات السحب أداة أساسية في إدارة حركة المرور وإزالة المركبات المعطلة أو المتورطة في حوادث. عادةً ما تُشغل هذه المركبات من قبل شركات خاصة متخصصة في خدمات السحب والإنقاذ. ومع ذلك، توجد بعض الاستثناءات لهذه القاعدة. ففي حالة الطرق السريعة الرئيسية والطرق ذات الرسوم، غالبًا ما تتولى سلطة الطرق المسؤولة عن تلك المقاطع تشغيل شاحنات السحب الخاصة بها، وذلك لضمان سرعة الاستجابة وحسن إدارة الحركة المرورية على هذه الطرق الحيوية. كما تمتلك بعض دوائر الشرطة أسطولًا صغيرًا من شاحنات السحب لتلبية احتياجاتها الداخلية، مثل نقل المركبات المضبوطة أو إزالة المركبات التي تعرقل حركة المرور في مواقع الحوادث. ولكن في الولايات المتحدة، من الشائع التعاقد مع شركات خاصة لتوفير خدمات سحب ورفع السيارات لدعم عمل الشرطة، خاصة في الحالات التي تتطلب معدات متخصصة أو قدرة استيعابية أكبر.
لا تقتصر ملكية شاحنات السحب على الشركات المتخصصة ودوائر الشرطة. فالكثير من الشركات التي تدير أساطيل كبيرة من المركبات، مثل شركات حافلات المدارس وشركات توصيل الطرود، تمتلك شاحنة سحب واحدة أو أكثر لخدمة أسطولها الخاص. وبهذه الطريقة، يمكنهم التعامل مع الأعطال الطارئة أو الحوادث التي قد تتعرض لها مركباتهم بشكل أسرع وأكثر كفاءة. كما أن الدوائر الحكومية الكبرى، مثل دوائر الإطفاء وسلطات النقل ودوائر الأشغال العامة في المدن الكبرى، غالبًا ما تمتلك شاحنة سحب واحدة أو أكثر لخدمة احتياجاتها التشغيلية. وفي بعض الحالات، يمكن استخدام شاحنات السحب التابعة لدائرة الشرطة لحجز السيارات المخالفة للقانون أو تلك التي تشكل خطرًا على السلامة العامة. كما تلعب شاحنات السحب الثقيلة دورًا حيويًا في إزالة حوادث الشاحنات الكبيرة، حيث تتطلب هذه الحوادث معدات وخبرات خاصة لتصحيح انحراف الشاحنات وإزالة الأجزاء التالفة.
وفي المناطق الريفية أو المناطق النائية التي تفتقر إلى الخدمات الحكومية المتكاملة، قد تقدم الشركات التي تدير شاحنات السحب خدمات إضافية تتجاوز مجرد سحب المركبات، مثل إخماد الحرائق الصغيرة أو تقديم المساعدة الأولية في حالات الطوارئ. وذلك لضمان سلامة مستخدمي الطرق وتوفير خدمات طارئة في المناطق التي قد تكون بعيدة عن مراكز المدن.
كما تقوم القوات العسكرية بنشر شاحنات السحب والإنقاذ لاستعادة المركبات العالقة. وفي الجيش الأمريكي، يُستخدم نوع من شاحنة شاحنة تكتيكية ثقيلة ذات قدرة كبيرة على الحركة (HEMTT) لهذا الغرض، وهي شاحنة الإنقاذ M984. وبالنسبة لعمليات الإنقاذ في حالات القتال تحت النار، تقوم العديد من الجيوش ذات الأساطيل الكبيرة من المركبات أيضًا بنشر سيارات الإنقاذ المدرعة. تلعب هذه المركبات دورًا مشابهًا، لكنها مقاومة للنيران القوية وقادرة على اجتياز التضاريس الوعرة باستخدام سلسلة الجنزير، بالإضافة إلى سحب المركبات التي تتجاوز حدود وزن سيارات الإنقاذ ذات العجلات، مثل الدبابات (ويعتمد الكثير منها على تصميمات الدبابات لهذا السبب).
تملك كل ولاية وإقليم في أستراليا لوائحها وأفعالها الخاصة لتشغيل شاحنات السحب. تنقسم شاحنات السحب عمومًا إلى فئتين، إما عن طريق السحب القياسي أو التجاري أو الخاص، أو السحب لحوادث الطرق. يمكن التعرف بسهولة على شاحنات السحب لحوادث الطرق من خلال لوحات أرقامها التي تنتهي إما بـ "ATT" أو "TT". قد تستخدم شاحنات السحب التي ليست معتمدة للسحب في حوادث الطرق لوحات أرقام عامة من أي تركيبة وفقًا لنظام تسجيل كل ولاية. مثال على قانون ينظم تشغيل شاحنات السحب وشركات السحب في فيكتوريا هو قانون خدمات سحب حوادث الطرق في فيكتوريا. بعض الولايات القضائية قد تسمح لسحب الشاحنات بأن تعتبر من المركبات الطارئة، وتستخدم صفارات الإنذار، مع ولاية ميسوري كمثال بارز.